# Santiago Sacatepéquez
Santiago Sacatepéquez est une ville du Guatemala.